# ليديا كورنيل
ليديا كورنيل (بالإنجليزية: Lydia Cornell)‏ هي ممثلة أمريكية، ولدت في 23 يوليو 1953 في الولايات المتحدة.

## وصلات خارجية
- ليديا كورنيل على موقع IMDb (الإنجليزية)
- ليديا كورنيل على موقع قاعدة بيانات الفيلم (الإنجليزية)